# روت لاوانسون
روت لاوانسون (انگلیسی: Ruth Lawanson؛ زادهٔ september ۲۷, ۱۹۶۳ (۶۱ سال)) بازیکن والیبال اهل ایالات متحده آمریکا است.